# Suspensywność
Suspensywność – stan prawny towarzyszący zazwyczaj dewolutywności, polegający na wstrzymaniu wykonania zaskarżanego orzeczenia (zarządzenia, decyzji) do czasu wydania rozstrzygnięcia przez organ odwoławczy i utrzymania w mocy lub uchylenia zaskarżonego orzeczenia (zarządzenia, decyzji). Suspensywność występuje w procedurze administracyjnej, administracyjnosądowej, cywilnej oraz karnej. 
Wniesienie odwołania od decyzji administracyjnej jest środkiem bezwzględnie suspensywnym, w przeciwieństwie do zażalenia od postanowienia, którego wniesienie nie wstrzymuje wykonania postanowienia, jednakże organ administracji publicznej, który wydał postanowienie, może wstrzymać jego wykonanie, gdy uzna to za uzasadnione (dotyczy postanowień, które podlegają wykonaniu).